# Maude Farris-Luse
Maude Farris-Luse, z domu Davis (ur. 21 lutego 1887, zm. 18 marca 2002) – Amerykanka, od czerwca 2001 uznawana za najstarszą żyjącą osobę na świecie.
Urodziła się w Morley (stan Michigan), od 4. roku życia mieszkała w okręgu Steuben (Indiana). Jako 16-latka wyszła za mąż (1903, za zgodą matki) za Jasona Ferrisa, pracownika służby hotelowej. W późniejszym czasie małżonkowie zmienili nazwisko Ferris na Farris (część z ich siedmiorga dzieci pozostała jednak przy formie Ferris). Od 1925 małżonkowie mieszkali w Coldwater (Michigan). Po śmierci męża Maude Farris poślubiła Waltera Luse.
Od śmierci Francuzki Marie Bremont 6 czerwca 2001 była uważana przez Księgę rekordów Guinnessa za najstarszą żyjącą osobę na świecie. Zmarła niecały rok potem, ukończywszy w lutym 2002 115 lat. Po jej śmierci tytuł najstarszego mieszkańca Ziemi przeszedł na Japonkę Kamato Hongo.
Wspomniane wyżej osoby nie musiały być faktycznie najstarszymi na świecie, były natomiast najstarszymi, których data urodzenia nie budziła wątpliwości.